# Радомир Чолаков
Радомир Чолаков е български юрист, народен представител в XLV, XLVI, XLVII, XLVIII и XLIX народно събрание.

## Биография
Радомир Петров Чолаков е роден на 17 октомври 1964 г. в Пловдив. Завършва право в Юридическия факултет на Софийски университет „Свети Климент Охридски“. Магистър по право от Виенски университет.
От 1995 до 1997 г. е юрисконсулт на Българската национална телевизия. Между 1998 и 1999 г. изпълнява длъжността главен секретар на БНТ. От 1999 до 2001 г. е изпълнителен директор на обществената телевизия.
От 2001 до 2014 г. е ръководител на правния отдел на Вестникарска група България. В периода 2010 – 2014 г. е изпълнителен директор на Съюза на издателите в България. Между 2011 и 2013 г. е управител, впоследствие изпълнителен директор, на издателската къща „Труд“.
Член е на Съвета на настоятелите на Националната академия за театрално и филмово изкуство. Народен представител от коалиция ГЕРБ-СДС в XLV и XLVI народно събрание.